# Dolenja Dobrava, Gorenja vas - Poljane
Dolenja Dobrava je naselje v Občini Gorenja vas - Poljane